# Clathria michaelseni
Clathria michaelseni är en svampdjursart som först beskrevs av Jörn Hentschel 1911.  Clathria michaelseni ingår i släktet Clathria och familjen Microcionidae. Inga underarter finns listade i Catalogue of Life.